# Шейхмагомедов, Магомедрасул Апандиевич
Магомедрасу́л Апанди́евич Шейхмагоме́дов (род. 23 октября 1994, с. Карата, Дагестан) — российский боец смешанных единоборствчемпион России  СБЕ_ММА 2018,  2-кратный чемпион Европы СБЕ_ММА 2017г 2018г, чемпион России по грепплингу, чемпион России по полноконтактному рукопашному бою, серебряный призёр России по ММА 2017 и 3-кратный чемпион Дагестана по ММА. Мастер спорта России международного класса. 
В 2017 году на чемпионате Европы по ММА (8-9 декабря, Дрезден, Германия) в составе сборной России занял 1-место (в весовой категории до 56,7 кг) и стал чемпионом Европы.
В 2018 году на чемпионате Европы по ММА (12-13 октября , Гвадалахаре, Испания) в составе сборной России занял 1-место (в весовой категории до 56,7 кг) и стал чемпионом Европы
Магомедрасул Шейхмагомедов также является чемпионом России по грепплингу, чемпионом России по полноконтактному рукопашному бою, чемпионом (2018) и серебряным призёром (2017) чемпионата России по ММА и 3-кратным чемпионом Республики Дагестан по ММА.
Мастер спорта международного класса по рукопашному бою.
Тренируется под руководством тренера Шамиля Курбановича Алибатырова. Входит в команду «ГОРЕЦ».

## Статистика боёв
| № Боя | Результат | Рекорд | Соперник                   | Способ | Турнир | Место проведения | Дата                 | Раунд |      |
| ----- | --------- | ------ | -------------------------- | ------ | ------ | ---------------- | -------------------- | ----- | ---- |
| 3     | Победа    | 3-0    | Цзяеркен Айлимубай · Китай | Прием  | WLF 10 | Китай            | 26 ноября 2016 года  | 1     | 5:00 |
| 2     | Победа    | 2-0    | Сюэвэнь Пэн · Китай        | Нокаут | WLF 9  | Китай            | 24 октября 2016 года | 1     | 4:07 |
| 1     | Победа    | 1-0    | Хасан Ильясов · Россия     | Прием  | ACB 42 | Владикавказ      | 10 августа 2016 года | 1     | 2:56 |